# Vernon Brown
Vernon Brown (* 6. Januar 1907 in Venice, Illinois; † 18. Mai 1979 in Los Angeles) war ein US-amerikanischer Jazz-Posaunist des Swing und des Dixieland Jazz.
Vernon Brown wuchs in St. Louis auf. In seinen frühen Jahren als Musiker spielte er dort 1925 und 1926 mit Frankie Trumbauer und Bix Beiderbecke. In den späten 1920er Jahren ging er zu Jean Goldkette (1928), Benny Meroff, arbeitete jedoch meist im Radioorchester von St. Louis, bis er Mitte der 1930er Jahre nach New York kam. Hier spielte er in der Band von Mezz Mezzrow (1937) und im selben Jahr in Benny Goodmans Orchester; dort blieb er bis 1940. Weiterhin nahm er in dieser Zeit Platten mit Harry James (Texas Chatter, 1938) auf. Im Jahr 1940 wechselte er in die Band von Artie Shaw, 1941 zu Jan Savitt und Muggsy Spanier (Hesitating Blues, 1941/42) und zum Casa Loma Orchestra.
In den 1940er Jahren wechselte Brown stilistisch vom Swing zum Dixieland, arbeitet oft als Studiomusiker und mit Sidney Bechet. 1950 leitete er eine eigene Band und unternahm Reunion Tours mit Benny Goodman und tourte mit ihm 1953 und 1958 durch Europa. 1963 arbeitete er mit Tony Parenti und arbeitete ansonsten bis in die frühen 1970er Jahre als Studiomusiker bei Fernseh- und Radio-Orchestern. In den 1950er Jahren nahm er Schallplatten mit Bobby Hackett, Wild Bill Davison, Cozy Cole, Bud Freeman, Ray McKinley auf. Stilistisch ist Brown von Jack Teagarden beeinflusst.